# Babylonische Schraubenschnecke
Die Babylonische Schraubenschnecke (Terebra babylonia) ist eine Schnecke aus der Familie der Schraubenschnecken, die im westlichen Pazifischen Ozean verbreitet ist und Vielborster (Polychaeta) frisst.

## Merkmale
Terebra babylonia trägt ein langes und schlankes, spitz zulaufendes Schneckenhaus mit kaum gerundeten Umgängen, das bei ausgewachsenen Schnecken etwa 4,5 cm Länge und 7 mm Länge erreicht. Unterhalb der Naht verläuft ein Band mit auf den ersten Umgängen zwei Reihen, später einer Reihe länglicher Perlen, abgegrenzt durch eine tiefe, spiralig verlaufende Rinne. Das Gewinde ist mit Axialstreifen skulpturiert. Der Protoconch besteht aus dreieinhalb konischen, leicht konvexen Umgängen mit einer gekerbten Naht. Die Gehäusemündung ist eiförmig, die Spindel gefaltet. Das Gehäuse ist fleischfarben mit orangebraunen Streifen, einem weißen Band entlang der Naht und einer orangebraunen Gehäusemündung.

## Verbreitung und Lebensraum
Terebra babylonia ist im Indopazifik vom Persischen Golf über China und Fidschi bis Polynesien und Mikronesien vom Ufer bis in Meerestiefen von etwa 200 m verbreitet.

## Entwicklungszyklus
Wie alle Schraubenschnecken ist Terebra babylonia getrenntgeschlechtlich, und das Männchen begattet das Weibchen mit seinem Penis. Die Veliger-Larven schwimmen frei, bevor sie niedersinken und zu kriechenden Schnecken metamorphosieren.

## Ernährung
Terebra babylonia ernährt sich von Vielborstern (Polychaeta). Die Beutetiere werden mit Radulazähnen gestochen und mithilfe der Giftdrüse vergiftet.